# 레프코스 피르고스

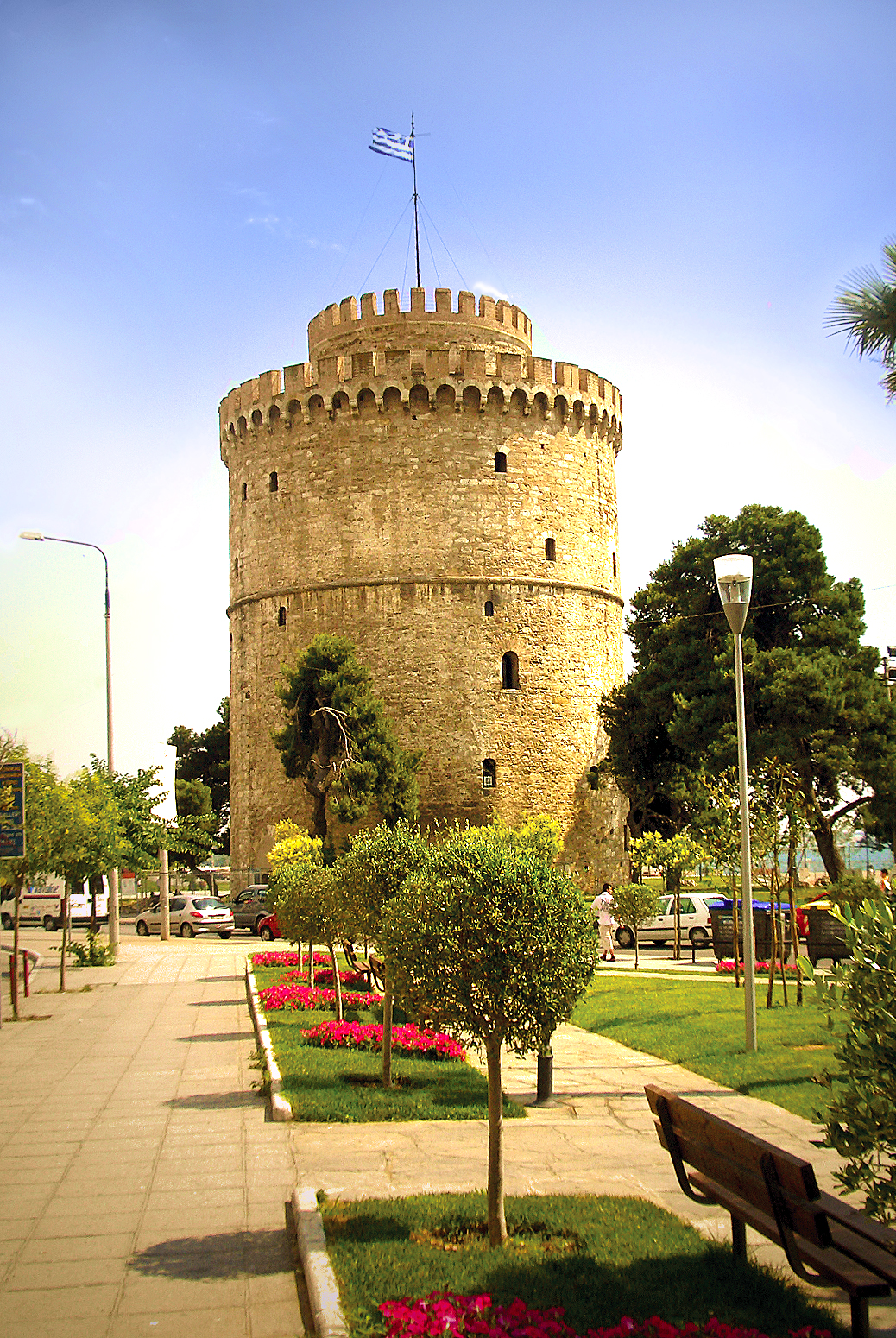
레프코스 피르고스

레프코스 피르고스(그리스어: Λευκός Πύργος) 또는 화이트타워(영어: White Tower)는 그리스 테살로니키 테르마이코스 만을 따라 세워진 타워이자 도시의 랜드마크이다. 12세기 경 비잔틴 시대에 세워진 것으로 알려져 있다. 오래된 타워를 철거한 후 오스만 제국 시대에 항구의 성벽을 만들 때 개축하였으며, 처음에는 요새, 나중에 감옥으로 사용되었다. 1912년 테살로니키가 그리스 령이 되었을 때 타워는 개수되어 하얗게 되어 화이트타워라고 불리게 되었다. 현재 탑 안에는 박물관이 있어서 박물관으로도 사용되고 있다.

## 역사
테살로니키가 동로마 제국 베네치아 공화국 지배 지역이었던 시절에 이 탑이 있던 위치에는 항구의 동쪽 방어선을 지키기 위한 요새가 존재했다. 이 초대 타워는 1185년 테살로니키 공략 (Sack of Thessalonica)을 기록한 테살로니키 총 주교 Eustathius의 설명에 남아있다.
1430년에 오스만 제국 황제 무라트 2세가 이끄는 군대에 의해 테살로니키가 자국의 영토로 편입된 후 탑이 세워진 것으로 생각되고 있다. 1912년에 탑의 입구의 상부로부터 '1535년에서 1536년'이라고 새겨진 돌이 발견되고 있으며, 독일의 역사 학자 프란츠 바빙거는 이 탑이 터키의 건축가 미마르 시난이 1537년에 알바니아 블로러에 세운 탑과 같은 시기에 지어진 것으로 추측하고 있다.
오스만 제국 시대 탑은 처음에는 요새로 사용된 후 나중에 감옥으로 사용되고 있었다. 1826년 때의 황제 마흐무트 2 세 반란을 일으킨 예니 체리 (보병 군단) 군인이 탑에서 처형했다. 그 때문에 '피의 탑' 등으로 불리기도 하였다.

## 같이 보기
- 오스만 건축